# Cho Ha-ri
Cho Ha-ri (Seul, 29 luglio 1986) è una pattinatrice di short track sudcoreana.

## Palmarès

### Olimpiadi
- 1 medaglia:
  - 1 oro (staffetta 3000 m a Soči 2014).

### Mondiali
- 12 medaglie:
  - 5 ori (staffetta 3000 m a Sofia 2010; classifica generale, 1000 m e 3000 m a Sheffield 2011; 1000 m a Shanghai 2012)
  - 2 argenti (1000 m e 3000 m a Sofia 2010)
  - 5 bronzi (3000 m a Varsavia 2003; classifica generale e 1500 m a Sofia 2010; 1500 m a Sheffield 2011; staffetta 5000 m a Shanghai 2012)

### Mondiali a squadre
- 4 medaglie:
  - 4 ori (Sofia 2003, San Pietroburgo 2004, Bormio 2010, Varsavia 2011)

### Universiadi
- 2 medaglie:
  - 2 argenti (1000 m e 1500 m a Torino 2007)

### Giochi asiatici
- 6 medaglie:
  - 2 ori (staffetta 3000 m a Aomori 2003, 1500 m a Astana-Almaty 2011)
  - 3 argenti (1500 m a Aomori 2003, 1000 m e staffetta 3000 m a Astana-Almaty 2011)
  - 1 bronzo (1000 m a Aomori 2003)